# English Electric DEUCE
English Electric DEUCE је професионални рачунар фирме English Electric Co. који је почео да се производи у Уједињеном Краљевству током 1955. године.
Користио је 1450 електронских цијеви а RAM меморија рачунара је имала капацитет од 1,6 KB (акустичка меморија са живом).

## Детаљни подаци
Детаљнији подаци о рачунару DEUCE су дати у табели испод.
|                       | |
| [ 1 ]                 | |
| Произвођач            | |
| Тип                   | професионални рачунар                                                                                              |
| Меморија              | 1,6 акустичка меморија са живом                                                                                    |
| Поријекло             | Уједињено Краљевство                                                                                               |
| Година                | 1955 |
| Тастатура             | 32 прекидача |
| Процесор              | 1450 електронских цијеви                                                                                           |
| Фреквенција процесора | 1 |
| RAM                   | 1,6 акустичка меморија са живом                                                                                    |
| ROM                   | нема |
| Текст                 | 2 X 6 инча, монохроматски показивач са катодном циеви                                                              |
| Графика               | |
| Боја                  | |
| Звук                  | мали звучник, више октава                                                                                          |
| Димензије             | 14 стопа (ширина) x 4 стопа 6 инча (дубина) x 6 стопа 11 инча (висина) (92 квадратне стопе) / 2632 фунти – 1193,85 |
| Портови               | |
| Оперативни систем     | |